# Wsewolod III.
Wsewolod III. Jurjewitsch, genannt russisch Большое Гнездо Bolschoje Gnesdo, deutsch ‚Großes Nest‘, (* 1154; † 1212), Großfürst von Wladimir aus dem Geschlecht der Rurikiden, Sohn Juri Dolgorukis.
Wsewolod war in der Jugend vor seinem Bruder Andrei Bogoljubski, der dem Vater als Großfürst von Wladimir nachfolgte, nach Konstantinopel geflohen. Nachdem Andrei 1174 umgebracht worden war, kam es zu Auseinandersetzungen zwischen Bojaren sowie den Einwohnerschaften von Wladimir, Rostow und Susdal, die jeweils verschiedene Nachfolgekandidaten propagierten. 1176 setzte sich die Stadt Susdal durch, die Wsewolod Jurewitsch als Herrscher akzeptiert hatte. Dieser stieg damit auch zum Großfürsten auf.
Während seiner vergleichsweise langen Regierung trat das Fürstentum Wladimir-Susdal in eine Blütezeit als Hegemonialmacht in der Rus ein, die später nie wieder erreicht werden sollte. Am Anfang seiner Herrschaft profitierte Wsewolod vor allem von den umfangreichen Ländereien, die von den unterlegenen Bojaren konfisziert worden waren. Die kaufmännische Oberschicht des Stadtbürgertums von Wladimir, Perejaslaw und Rostow wurde dagegen mit Privilegien versehen und einzelne Vertreter gelegentlich zu Beratungen mit dem Fürsten herangezogen. Zudem entstand eine neue Dienstadelsschicht.
Wsewolod konnte nicht nur die Herrschaft im eigenen Fürstentum sichern, sondern auch unangefochten die Nachfolge der einstigen Hegemonialmacht Kiew antreten. Benachbarte Fürsten erkannten ihn als Oberherrscher an. Er ließ zahlreiche Bibliotheken einrichten und das russische Recht zu Gunsten der Landbevölkerung überarbeiten.
Kurz vor seinem Tod rief Wsewolod 1211 eine Versammlung aus Adligen, Geistlichkeit und Stadtbürgern ein, von der er sich eine Durchbrechung des Senioratsprinzips absegnen lassen wollte: Sein jüngerer Sohn Juri sollte seine Nachfolge antreten. Dies gelang allerdings nicht. Nach Wsewolods Tod riss zunächst der ältere Bruder Konstantin die Macht an sich, Juri folgte erst 1218.